# هانک اسنو
هانک اسنو (انگلیسی: Hank Snow؛ ۹ مهٔ ۱۹۱۴ – ۲۰ دسامبر ۱۹۹۹) یک موسیقی‌دان اهل کانادا بود.